# Boonsboro
Hagerstown – miejscowość w hrabstwie Washington w stanie Maryland w Stanach Zjednoczonych. Według spisu ludności w roku 2000 miejscowość miała 2803 mieszkańców.